# Vitrolles (Hautes-Alpes)
Pour les articles homonymes, voir Vitrolles.
Vitrolles est une commune française située dans le département des Hautes-Alpes en région Provence-Alpes-Côte d'Azur.

## Géographie

### Localisation
Sept communes, dont deux avec le département limitrophe des Alpes-de-Haute-Provence, jouxtent Vitrolles :
| Esparron       | Sigoyer           |                                           |
| Barcillonnette | Vitrolles         | Lardier-et-Valença                        |
|                | Monêtier-Allemont | Claret, Curbans (Alpes-de-Haute-Provence) |

### Transports
Le territoire communal est traversé par les routes départementales 20 (reliant Veynes à Plan-de-Vitrolles, au sud de la commune), 120 (reliant ce lieu-dit au chef-lieu), 220, 420 (reliant Barcillonnette à l'ouest et Lardier-et-Valença à l'est) et 1085 (ancienne route nationale 85) reliant Gap à Sisteron.
Une partie de l'autoroute A51 passe sur le territoire de la commune, longeant le canal EDF. L'accès le plus proche à l'autoroute s'effectue à La Saulce, en direction de Sisteron et de Marseille.

### Climat
Pour des articles plus généraux, voir Climat de Provence-Alpes-Côte d'Azur et Climat des Hautes-Alpes.
En 2010, le climat de la commune est de type climat méditerranéen altéré, selon une étude du Centre national de la recherche scientifique s'appuyant sur une série de données couvrant la période 1971-2000. En 2020, Météo-France publie une typologie des climats de la France métropolitaine dans laquelle la commune est exposée à un climat de montagne ou de marges de montagne et est dans la région climatique Alpes du sud, caractérisée par une pluviométrie annuelle de 850 à 1 000 mm, minimale en été.
Pour la période 1971-2000, la température annuelle moyenne est de 10,8 °C, avec une amplitude thermique annuelle de 18,2 °C. Le cumul annuel moyen de précipitations est de 935 mm, avec 7,3 jours de précipitations en janvier et 5,1 jours en juillet. Pour la période 1991-2020, la température moyenne annuelle observée sur la station météorologique de Météo-France la plus proche, « Tallard », sur la commune de Tallard à 10 km à vol d'oiseau, est de 11,3 °C et le cumul annuel moyen de précipitations est de 766,0 mm. 
La température maximale relevée sur cette station est de 40 °C, atteinte le 28 juin 2019 ; la température minimale est de −20,5 °C, atteinte le 13 janvier 1987,,.
Les paramètres climatiques de la commune ont été estimés pour le milieu du siècle (2041-2070) selon différents scénarios d'émission de gaz à effet de serre à partir des nouvelles projections climatiques de référence DRIAS-2020. Ils sont consultables sur un site dédié publié par Météo-France en novembre 2022.

## Urbanisme

### Typologie
Au 1er janvier 2024, Vitrolles est catégorisée commune rurale à habitat très dispersé, selon la nouvelle grille communale de densité à 7 niveaux définie par l'Insee en 2022.
Elle est située hors unité urbaine. Par ailleurs la commune fait partie de l'aire d'attraction de Gap, dont elle est une commune de la couronne,. Cette aire, qui regroupe 73 communes, est catégorisée dans les aires de 50 000 à moins de 200 000 habitants,.

### Occupation des sols
L'occupation des sols de la commune, telle qu'elle ressort de la base de données européenne d’occupation biophysique des sols Corine Land Cover (CLC), est marquée par l'importance des forêts et milieux semi-naturels (54,3 % en 2018), en augmentation par rapport à 1990 (51,4 %). La répartition détaillée en 2018 est la suivante : 
zones agricoles hétérogènes (31,5 %), forêts (24 %), milieux à végétation arbustive et/ou herbacée (21,8 %), espaces ouverts, sans ou avec peu de végétation (8,6 %), cultures permanentes (5,6 %), terres arables (3,9 %), mines, décharges et chantiers (3,4 %), zones industrielles ou commerciales et réseaux de communication (1,3 %).
L'évolution de l’occupation des sols de la commune et de ses infrastructures peut être observée sur les différentes représentations cartographiques du territoire : la carte de Cassini (XVIIIe siècle), la carte d'état-major (1820-1866) et les cartes ou photos aériennes de l'IGN pour la période actuelle (1950 à aujourd'hui).

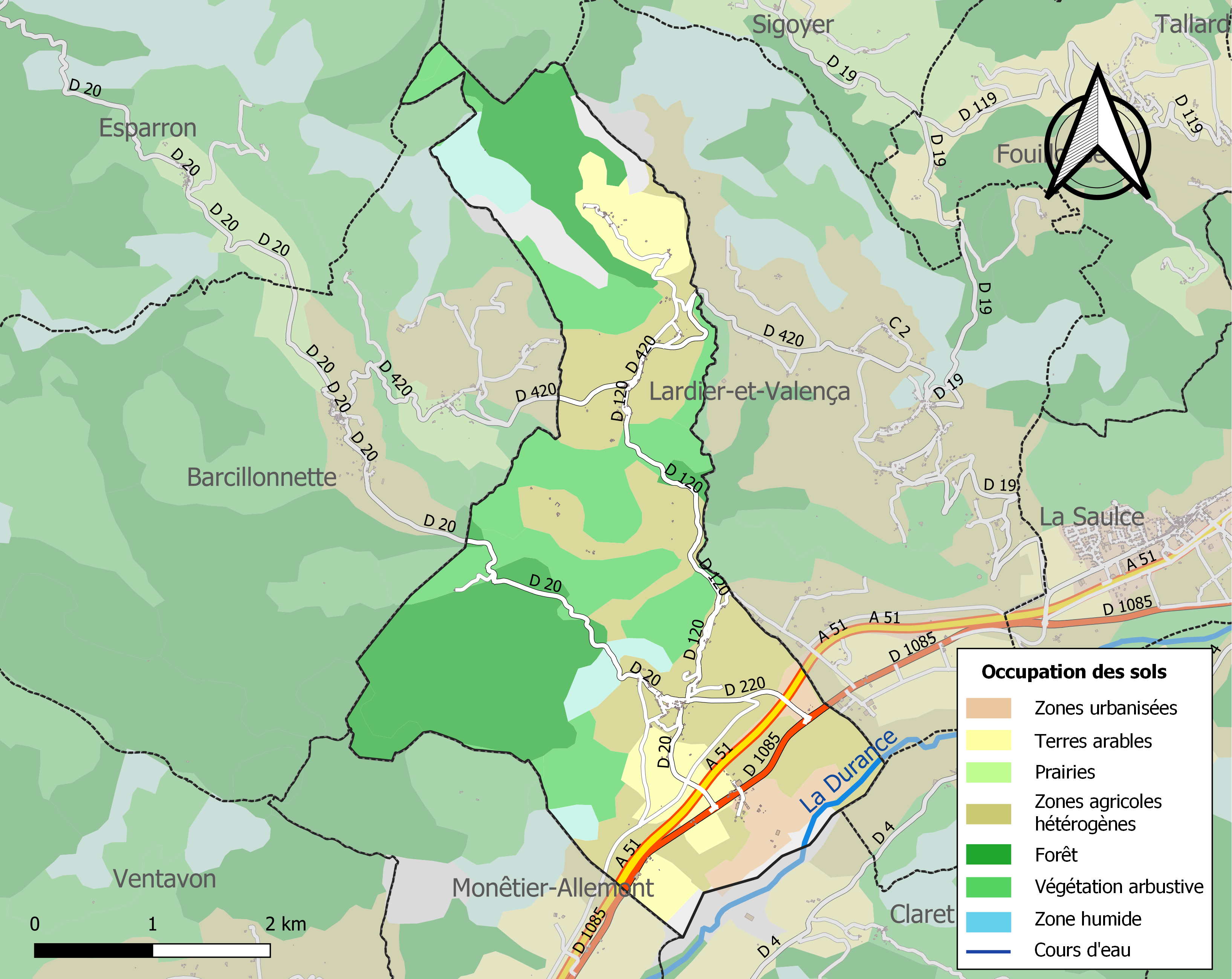
Carte de l'occupation des sols de la commune en 2018 (CLC).

## Toponymie
Le nom de la localité est attesté sous les formes Vitrola en 1200, Vitrolla en 1324, Vitrolo en 1537.
Le Vitrola du XIIIe siècle est devenu Vitròla en occitan, puis francisé en Vitrolles
Le toponyme vient étymologiquement du latin vitrolea (« verrerie »).

## Histoire
Au Moyen Âge, l’église Saint-Martin dépendait de l’abbaye de Chardavon (actuellement dans la commune de Saint-Geniez), abbaye qui percevait les revenus attachés à cette église.
Vitrolles faisait partie du canton de Barcillonnette, formé en 1791 du démembrement du canton de Mison, dans les Basses-Alpes. Ce canton et les trois communes qui le composent (Barcillonnette, Vitrolles et Esparron) sont détachées des Basses-Alpes en janvier 1810 pour être réunis aux Hautes-Alpes. Depuis mars 2015, à la suite du redécoupage des cantons du département, la commune est rattachée au canton de Tallard.

## Politique et administration

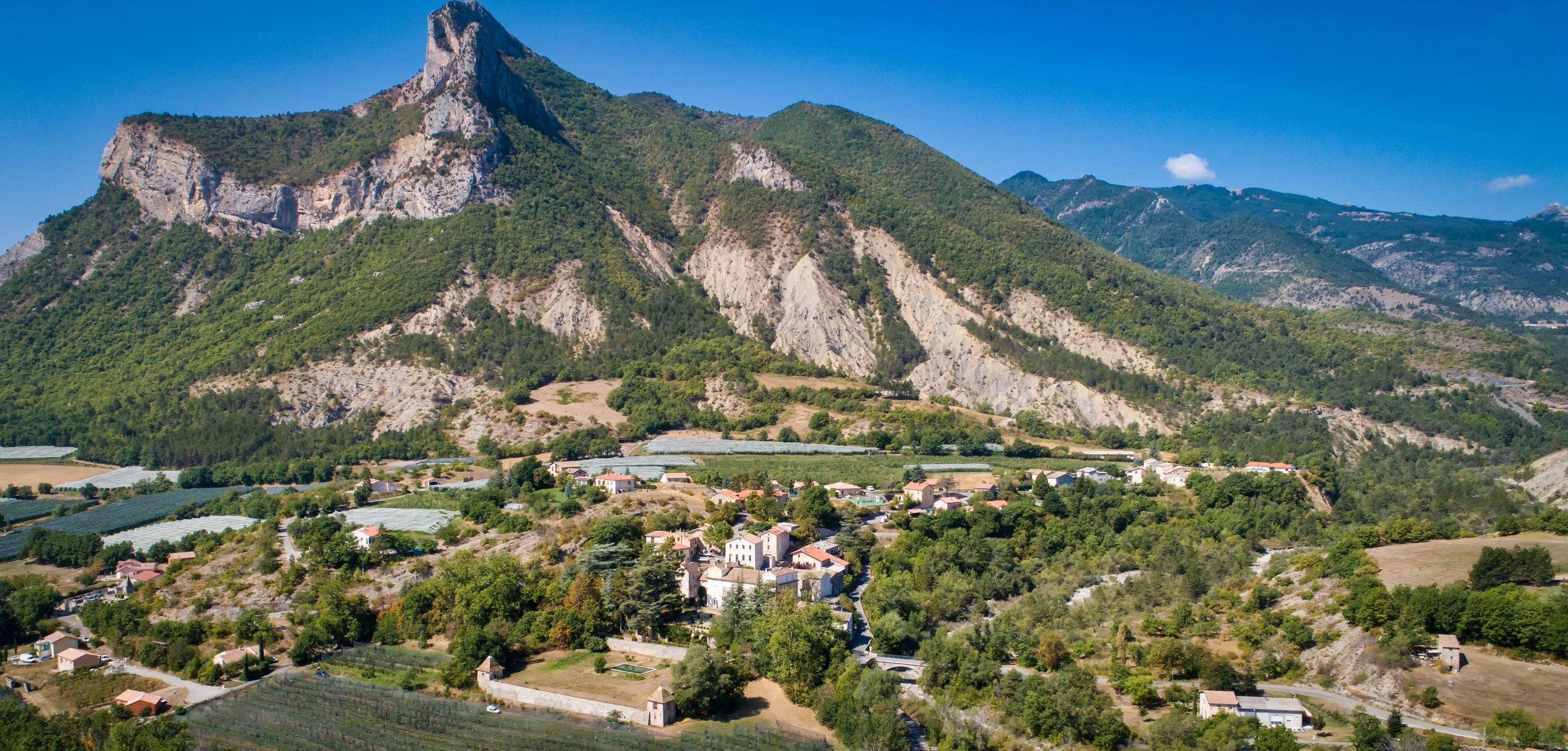
Vue du Plan-de-Vitrolles avec le pic de Crigne.

### Liste des maires
| Période                                  | Période  | Identité        | Étiquette | Qualité         |
| ---------------------------------------- | -------- | --------------- | --------- | --------------- |
| Les données manquantes sont à compléter. |          |                 |           |                 |
| avant 1995                               |          | Gilbert Richier | DVD       |                 |
| mars 2001                                | 2014     | Claudie Joubert |           |                 |
| mars 2014                                | 2020     | Philippe Biais  | MoDem     | Cadre comptable |
| 2020                                     | En cours | Claudie Joubert |           |                 |

### Intercommunalité
Vitrolles fait partie: 
- de 1992 à 2016 de la communauté de communes de Tallard-Barcillonnette ;
- À partir du 1er janvier 2017, de la communauté d'agglomération Gap-Tallard-Durance.

## Population et société

### Démographie
L'évolution du nombre d'habitants est connue à travers les recensements de la population effectués dans la commune depuis 1793. Pour les communes de moins de 10 000 habitants, une enquête de recensement portant sur toute la population est réalisée tous les cinq ans, les populations de référence des années intermédiaires étant quant à elles estimées par interpolation ou extrapolation. Pour la commune, le premier recensement exhaustif entrant dans le cadre du nouveau dispositif a été réalisé en 2007.

En 2022, la commune comptait 217 habitants, en évolution de +5,85 % par rapport à 2016 (Hautes-Alpes : +0,4 %, France hors Mayotte : +2,11 %).
| 1793 | 1800 | 1806 | 1821 | 1831 | 1836 | 1841 | 1846 | 1851 |
| ---- | ---- | ---- | ---- | ---- | ---- | ---- | ---- | ---- |
| 388  | 374  | 407  | 423  | 427  | 436  | 413  | 403  | 393  |

| 1856 | 1861 | 1866 | 1872 | 1876 | 1881 | 1886 | 1891 | 1896 |
| ---- | ---- | ---- | ---- | ---- | ---- | ---- | ---- | ---- |
| 355  | 328  | 316  | 322  | 343  | 350  | 319  | 298  | 268  |

| 1901 | 1906 | 1911 | 1921 | 1926 | 1931 | 1936 | 1946 | 1954 |
| ---- | ---- | ---- | ---- | ---- | ---- | ---- | ---- | ---- |
| 237  | 236  | 211  | 196  | 206  | 198  | 193  | 179  | 177  |

| 1962 | 1968 | 1975 | 1982 | 1990 | 1999 | 2006 | 2007 | 2012 |
| ---- | ---- | ---- | ---- | ---- | ---- | ---- | ---- | ---- |
| 183  | 182  | 155  | 137  | 134  | 139  | 196  | 204  | 204  |

| 2017 | 2022 | - | - | - | - | - | - | - |
| ---- | ---- | - | - | - | - | - | - | - |
| 204  | 217  | - | - | - | - | - | - | - |

### Enseignement
Vitrolles ne possède aucune école.

## Culture locale et patrimoine

### Lieux et monuments
- Le Monument aux Morts de Vitrolles fut érigé entre 1919 et 1925[24].
- Église Saint-Michel de Vitrolles.
- Église Notre-Dame du Plan-de-Vitrolles.

### Personnalités liées à la commune
- Eugène François d'Arnauld baron de Vitrolles, né en 1774 à Vitrolles, député et ministre ultraroyaliste, secrétaire d’État de Louis XVIII, ambassadeur de France en Italie sous Charles X.

### Héraldique
| Blason de Vitrolles | Blason  | D'azur au lion d'or armé et lampassé de gueules. |
| Blason de Vitrolles | Détails | Le statut officiel du blason reste à déterminer. |